# Stabroek
Stabroek és un municipi belga de la província d'Anvers a la regió de Flandes. Està compost per les seccions de Stabroek i Hoevenen. Limita al nord amb Woensdrecht, a l'est amb Kapellen i al sud-oest amb Anvers.

## Evolució de la població

### Seglexix
| Any      | 1806 | 1816 | 1830 | 1846 | 1856 | 1866 | 1876 | 1880 | 1890 |
| -------- | ---- | ---- | ---- | ---- | ---- | ---- | ---- | ---- | ---- |
| Població | 1831 | 1809 | 2001 | 2499 | 2836 | 3115 | 3506 | 3510 | 3647 |
|          |      |      |      |      |      |      |      |      |      |

### Segle XX (fins a 1976)
| Any      | 1900 | 1910 | 1920 | 1930 | 1947 | 1961 | 1970 | 1976 |  |
| -------- | ---- | ---- | ---- | ---- | ---- | ---- | ---- | ---- |  |
| Població | 3850 | 4253 | 4165 | 4501 | 4690 | 5311 | 5595 | 6174 |  |
|          |      |      |      |      |      |      |      |      |  |

### 1977 ençà
| Any       | 1977   | 1980   | 1985   | 1990   | 1995   | 2000   | 2005   | 2006   | 2007   | 2008   | 2010   |  |
| --------- | ------ | ------ | ------ | ------ | ------ | ------ | ------ | ------ | ------ | ------ | ------ |  |
| Població  | 11.581 | 14.130 | 15.790 | 16.237 | 16.697 | 17.143 | 17.433 | 17.589 | 17.627 | 17.737 | 18.000 |  |
| Font: NIS |        |        |        |        |        |        |        |        |        |        |        |  |

## Agermanaments
- Darda (Croàcia)
- Hoeven (Halderberge)
- Hördt